# Tiroteo en el puente Allenby
El tiroteo en el puente Allenby fue un ataque armado llevado a cabo en la mañana del 8 de septiembre de 2024, por un camionero jordano en el paso fronterizo del puente Allenby, un puente sobre el río Jordán, que conecta Jericó en la Cisjordania ocupada por Israel con Jordania, matando a tres guardias de seguridad israelíes, todos ellos colonos israelíes. Ocultando su arma, Al-Jazi se acercó a los trabajadores israelíes en la terminal y luego abrió fuego, lo que provocó la muerte de las tres víctimas. El atacante fue abatido a tiros por las fuerzas de seguridad israelíes.
En respuesta al ataque, Jordania cerró sus fronteras e inició una investigación, identificando al agresor como Maher Diab Hussein Al-Jazi, de quien afirmó que actuó sólo y que era de la localidad de Al-Hussainiya, en el sur de Jordania. El Ministerio de Asuntos Exteriores de Jordania emitió una declaración de condena oficial catorce horas después del tiroteo, pidiendo la desescalada del conflicto. Mientras tanto, miles de jordanos en Amán celebraron el tiroteo.

## Antecedentes
El puente Allenby, conocido en Jordania como Puente del Rey Hussein, se encuentra a pocos kilómetros al este de la ciudad palestina de Jericó y conecta la Cisjordania ocupada por Israel con Jordania y ha sido escenario de numerosos incidentes violentos. El cruce es transitado principalmente por palestinos y extranjeros ya que los israelíes tienen prohibido utilizarlo.
El 10 de marzo de 2014 Raed Zeiter, un juez jordano, fue asesinado a tiros por soldados israelíes en el paso fronterizo del puente Allenby. Los soldados israelíes implicados afirmaron que Zeiter había intentado arrebatarle un arma a un soldado y también los había atacado con un palo de metal, una versión que fue refutada por un testigo presencial que habló con los medios de comunicación internacionales, así como por representantes del gobierno de Jordania, entre otros.

## Ataque
En la mañana del 8 de septiembre de 2024, alrededor de las 10 a. m., Maher Diab Hussein Al-Jazi, un camionero jordano de 39 años, llegó al paso fronterizo del puente Allenby desde Jordania. Escondiendo su arma en su camión, se bajó del camión se acercó a los trabajadores israelíes que se encontraban en la terminal de carga y al llegar a ellos, sacó el arma y comenzó a disparar a quemarropa. Las tres víctimas, todos empleados de la terminal de Allenby, resultaron gravemente heridas y más tarde fueron declaradas muertas. Según informaron los servicios de emergencias israelíes en un comunicado «Después de los esfuerzos de reanimación, los paramédicos y el personal de ambulancia de la Maguén David Adom constataron la muerte de tres hombres, de unos 50 años, que habían sido heridos de bala».
Las víctimas fueron posteriormente identificadas como Yohanan Shchori, de 61 años, residente en el asentamiento israelí de Maale Efraim; Yuri Birnbaum, de 65 años y residente en el asentamiento de Naama, y Adrián Marcelo Podzamczer, del asentamiento de Ariel. Este último también tenía nacionalidad argentina.
Las Fuerzas de Defensa de Israel (FDI) describieron el incidente como un ataque terrorista y afirmaron que el atacante conducía un camión desde Jordania, salió del vehículo y comenzó a disparar contra las fuerzas de seguridad israelíes — las autoridades israelíes usan el término «terrorista» cuando un ataque es perpetrado por una persona de origen palestino por motivos nacionalistas—. El tirador fue asesinado a tiros por un guardia de seguridad. Después del ataque varios soldados se desplazaron al lugar del tiroteo para «descartar la sospecha de que el camión estuviera cargado de explosivos». Las autoridades israelíes decidieron cerrar los tres pasos fronterizos por tierra con Jordania, incluyendo los pasos cerca de Beit Shean en el norte y Eilat en el sur. Aunque posteriormente afirmaron que todos reabrirían el lunes.
El 17 de septiembre, Israel devolvió a Jordania el cuerpo de Maher al Yazi, autor del tiroteo.

## Reacciones

### Jordania
Justo después del ataque, Jordania emitió un comunicado diciendo que cerró sus fronteras y actualmente está investigando el incidente. Las autoridades jordanas informaron más tarde que el atacante es un ciudadano jordano llamado Maher Ziab Husein al Yazi, residente de la zona de Al Husainiya, en la provincia de Maan, en el suroeste del país, que cruzó el puente conduciendo un camión cargado de productos comerciales desde Jordania a Cisjordania y según los datos preliminares de su investigación actuó solo y detalló que «continúan las indagaciones para llegar a todos los detalles del suceso». El gobierno jordano está coordinando la repatriación del cadáver del autor del tiroteo para ser enterrado en Jordania. También indicó que todos los conductores jordanos que fueron retenidos para un interrogatorio tras el suceso ya han sido liberados y que más de 100 camiones volvieron al país.
El Ministerio de Asuntos Exteriores de Jordania condenó el tiroteo y rechazó la violencia contra los civiles. También destacó la necesidad de abordar las causas profundas del conflicto y pidió una desescalada. Esta condena se emitió 14 horas después del ataque. El rey Abdalá II de Jordania no condenó el ataque, algo notablemente diferente de la respuesta de su padre Hussein en 1997, cuando visitó personalmente a las familias israelíes de las colegialas asesinadas por un soldado jordano en un incidente fronterizo.
Tras el ataque, miles de jordanos en Amán salieron a las calles para celebrar el tiroteo corearon lemas en apoyo de Al-Jazi y quemaron banderas israelíes. Murad Adaileh, líder del Partido Hermandad Musulmana afirmó que «Bendecimos esta operación heroica llevada a cabo por este noble héroe jordano». Por su parte el clan Howeitat elogió al atacante, que era pariente, y afirmó que «lo que nuestro hijo ha hecho ha sido una respuesta natural de un patriota devoto que defiende a su país árabe contra los continuos crímenes de Israel contra el pueblo palestino en Gaza».

### Israel
El presidente israelí, Isaac Herzog, expresó sus condolencias a las víctimas, afirmando: «Envío mis condolencias desde el fondo de mi corazón a sus familias y seres queridos en oración para que no conozcan más dolor». Agregó que «los acuerdos de paz entre Israel y sus vecinos son piedras angulares en la búsqueda de la estabilidad en la región, y confiamos en que todas las partes realicen una investigación exhaustiva de este grave incidente, cuyos resultados nos exigen mantenernos firmes juntos frente al terrorismo».
El primer ministro israelí, Benjamin Netanyahu, condenó el ataque al que calificó como un «acto de terrorismo» y afirmó que el autor era un «terrorista despreciable». También criticó lo que calificó de «ideología asesina» propagada por la influencia de Irán. Tres días después del ataque, visitó la frontera entre Israel y Jordania en el valle del Jordán y prometió, en cooperación con todas las partes, reforzar la valla fronteriza.

### Palestina
La Yihad Islámica Palestina elogió lo que llamó una «heroica» operación en venganza por «las horribles masacres y el genocidio» de Israel contra el pueblo palestino. Por su parte el Frente Popular para la Liberación de Palestina, afirmó que el atacante era un joven jordano que «representa la conciencia de toda la juventud árabe» y llamó a los palestinos a «seguir el ejemplo y a participar (...) en la resistencia».
Hamás elogió el ataque y dijo que fue «ejecutado por un individuo jordano intrépido» y Kataeb Hezbolá, un grupo paramilitar chiita iraquí, elogió la «operación heroica por la Resistencia Islámica en Jordania».